# 多治見市立南姫小学校
多治見市立南姫小学校（たじみしりつ みなみひめしょうがっこう）は岐阜県多治見市にある公立の小学校。

## 通学区域
- 通学区域は、大薮町、大針町、北小木町、姫町1-7丁目であり、公立中学校の進学先は多治見市立南姫中学校である[1]。

## 沿革
多治見市と可児町の組合立小学校の多治見市・可児町組合立姫治小学校を分割し、旧・姫治村の多治見市に編入された地区を校区として新設された。
- 1966年（昭和41年）4月1日 - 多治見市立南姫小学校として開校。校舎は無く、旧・姫治小学校校舎（可児町立南小学校姫治教室）を使用。旧・姫治小学校北小木分校は南姫小学校北小木分校となる。
- 1967年（昭和42年）
  - 3月 - 現在地に校舎が完成。児童は新校舎に移る。
  - 4月 - 北小木分校を廃止。